# Jaroslav Jirkovský
Jaroslav Jirkovský, född 8 mars 1891 i Prag, död 31 augusti 1966 i Prag, var en ishockeyspelare som representerade Böhmen och Tjeckoslovakien. Han var med i det tjeckoslovakiska ishockeylandslaget som kom på femte plats i de Olympiska vinterspelen 1924 i Chamonix. 1911 och 1914 vann han Europamästerskapet i ishockey för Böhmen. Han spelade för HC Slavia Praha.